# Ligestillingsnævnet
Ligestillingsnævnet var en uafhængig instans, der behandlede konkrete klager om diskrimination som følge af køn, både på og udenfor arbejdsmarkedet. Alle borgere kunne fremsætte en klage til nævnet.
Nævnet blev etableret som afløser for Ligestillingsrådet i 2000 og blev nedlagt 1. januar 2009, hvorefter klagerne varetages af Ligebehandlingsnævnet i henhold til lov om ligebehandlinsnævnet.
Ligestillingsnævnet bestod af tre jurister, hvor af formanden var dommer. Den sidste formand var Susanne Tuk Bagger, der er dommer ved Københavns Byret.